# Велиб
Велиб (фр. Vélib') био је велики јавни систем дељења бицикала у Паризу. Лансиран 15. јула 2007. године, систем је обухватао око 14.500 бицикала и 1.400 бициклистичких станица, који се налазио широм Париза и у неким околним општинама, са просечним дневним бројем путника од 85.811 у 2011. Име потиче од француских речи за бицикл (vélo) и слобода (liberté).

## Историја
Иницијативу је предложио градоначелник Париза и члан Француске социјалистичке партије Бертран Деланое. Систем је покренут 15. јула 2007., након што је у Француској Лионов успех свог бесконтактног система Вело'в у мају 2005. и пионирске шеме ЛЕ вело СТАР у Рену, прве бесплатне јавне мреже (25 станица) са електронским путем у јуну 1998. идентификацију бицикала али који су користили магнетне картице, или раније једноставан систем дељења бицикала у Ла Рошелу 1974. Велиб је у почетку увео у град 7.000 бицикала, распоређених на 750 аутоматизованих станица за изнајмљивање, са петнаест или више места за паркирање бицикала. Следеће године иницијатива је проширена на око 16.000 бицикала и 1.200 станица за изнајмљивање, са отприлике једном станицом на сваких 300 метара у центру града. Чинећи Велиб трећим најобимнијим системом те врсте у свету 2013. године, надмашивши га по броју станица само системи у Хангџоу и Вухану у Кини. Током прве године рада, Велиб је пријавио 20 милиона обављених путовања, а на своју шесту годишњицу пријављено је укупно 173 милиона путовања.
Од 1. јануара 2018. Велиб је ребрендиран у Велиб Метрополе. Услуга ради у Паризу и 64 околна града. Након многих техничких проблема при поновном покретању, Град Париз је поставио ултиматум за решавање проблема са услугама до септембра 2018. који је изгледа функционисао јер се систем полако опоравља у јануару 2019. Велиб сада нуди и електричне бицикле, у тиркизној боји, за разлику од обичних бицикала у зеленој боји.

## Систем
Бицикле овог система производила је француска компанија за бицикле Мерсиер у Мађарској, а поправљао их JCDecaux. Цена по бициклу је различито наведена као 500 долара, 1.300 долара (ако је обезбедио JCDecaux), 300 евра, 3.460 долара, или 3.500 долара по комаду. То су бицикли са три брзине, сваки тежак око 22,5 килограма. Велиб-ови бицикли су опремљени системом закључавања, предњом корпом и увек укљученим ЛЕД осветљењем које покреће динамо предње главчине.
Свака Велиб станица је била опремљена аутоматским терминалом за изнајмљивање, мапом других оближњих станица и стајалиштима за десетине бицикала. Терминали за изнајмљивање такође су приказивали информације о суседним Велиб-овим станицама, укључујући локацију, број доступних бицикала и отворене штандове. Ако корисник дође са изнајмљеним бициклом на станицу без отворених места, терминал даје још петнаест минута бесплатног времена за изнајмљивање. Флота од 23 возила за превоз бицикала свакодневно се користила за прерасподелу бицикала између празних и пуних станица.

### Цене
Актуелне цене система доступне су на веб страници Велиб.
Да би користили систем, корисници купују претплату, која омогућава неограничен број изнајмљивања. Уз претплату, изнајмљивање бицикала је бесплатно првих пола сата сваког појединачног путовања; неограничен број таквих бесплатних путовања може се обавити дневно. Путовање које траје дуже од 30 минута додатно се наплаћује за сваки следећи период од 30 минута. Повећана скала цена има за циљ да задржи бицикле у промету. Претплата Велиб Пасион омогућава кориснику да има првих 45 минута бесплатно на сваком путовању, њена цена је смањена за кориснике млађе од 27 година, као и за студенте који примају стипендију.
Неке станице које се налазе изнад надморске висине од 60 метара називају се В+. Они дају сваком кориснику који врати бицикл са станице која није В+ 15 бесплатних минута изнајмљивања: ако изнајмљивање траје дуже од 30 минута, 15 минута ће бити одузето да би се израчунао износ који корисник мора да плати, што значи да, на пример, 45-минутни излет до станице В+ је бесплатан. Ако изнајмљивање траје 30 минута или мање, тих 15 минута се додаје на бонус В+ налог и може се користити за будућа изнајмљивања која прелазе 30 минута.
Кредитна картица или дебитна картица са ПИН-ом је потребна да бисте се пријавили за програм и изнајмили бицикле. Кредитној/дебитној картици се наплаћује депозит од 300 евра, како би се заштитили од невраћања бицикала. Кредитна картица мора да садржи ЕМВ чип да бисте се претплатили на станици; краткорочна претплата се такође може купити на мрежи. Претплатницима са 1-дневним и 1-недељним претплатницима дају се претплатнички број који ће се користити за будуће изнајмљивање током периода претплате, док се претплатницима од 1 године шаље РФИД картица. Све врсте пријава се такође могу приложити уз Навиго пропусницу. РФИД картица и Навиго пас картица омогућавају директну употребу читача картица на Велиб станицама.

### Финансирање
Систем је првобитно финансирала рекламна корпорација JCDecaux, у замену да је град Париз потписао приход од значајног дела реклама на улици. JCDecaux је добио уговор у односу на конкурентску понуду Clear Channel-а.
JCDecaux је платио трошкове покретања система, у укупном износу од око 140 милиона долара [потребно је појашњење], и запослио је око 285 људи са пуним радним временом за управљање системом и поправку бицикала, према десетогодишњем уговору. Град је примио сав приход од програма, као и накнаду од око 4,3 милиона долара годишње. Заузврат, JCDecaux је добио ексклузивну контролу над 1.628 билборда у власништву града; град добија око половине тог рекламног простора без накнаде за оглашавање од јавног интереса (мало другачији бројеви пријављени су у јулу 2008). Овај модел је први пут коришћен у Француској 1998. године у Рену.
Због неочекивано високе стопе вандализма у поређењу са системом изнајмљивања бицикала у Лиону, Градско веће Париза пристало је да плати трошкове замене од 500 долара по вандализованом бициклу, што је довело до неочекиваних трошкова до 2 милиона евра годишње.

## Проблеми

### Крађе и вандализам
Најмање 3.000 бицикала је украдено у првој години рада, што је број далеко већи него што се првобитно очекивало. До августа 2009, од 20.600 бицикала пуштених у употребу, око 16.000 – око 80% укупног броја – замењено је због вандализма или крађе; од којих је 8.000 украдено. Украдени Велибови бицикли нађени су у транспортним контејнерима намењеним за северну Африку, и у градовима чак до Брашова и Букурешта у Румунији.
Вандализовани бицикли су понекад бацани у реку Сену, или су качили о светиљке. Године 2009, Њујорк тајмс је известио да је уобичајено видети Велибове бицикле на њиховим прикључним станицама са пробушеним гумама, сломљеним педалама или другим оштећењима. Међутим, 2012. године Фајненшел тајмс је известио да су „стопе одустајања значајно пале“ од прве две године програма. Иако је одржавање и даље проблем, ФТ је то приписао „тешкоћи у праћењу резултата тешке употребе“ „популарне услуге“, поред намерног оштећења или крађе.
Социолог Бруно Марзлоф протумачио је неочекивану стопу вандализма као симптом револта против француског друштва од стране сиромашних у приградским и урбаним срединама, посебно имигрантске омладине огорчене на оно што доживљавају као привилеговане бо-бое или „буржоаско-боеме“, француску урбану средину која је свесна тренда. класе који се виде као главни корисници Велибовог система. "Ово се мора повезати са другим непристојностима, а посебно са паљењем аутомобила", рекао је Марзлоф 2009. године мислећи на нереде 2005 у радничким предграђима главног града. Он је описао Велибов вандализам као делимично „облик побуне“ против социјалне искључености, „повик... што значи: 'Немамо право на мобилност као други људи, доћи до Париза је велики бол, ми немамо аутомобиле, а када их имамо, то је прескупо и предалеко.' "
Критичари програма су навели Велибов програм као врхунски пример економског принципа трагедије општег добра. Присталице кажу да је, упркос почетним проблемима, Велиб постао модел иновација у урбаним јавним услугама.

### Одржавање
Појавили су се проблеми како заштитити возаче од унајмљивања враћеног и оштећеног Велиб бицикла или циклуса који захтева тренутно одржавање. Да би се назначило када постоји проблем са бициклом, постало је уобичајено да корисници који се враћају ротирају седиште за 180 степени да би окренули уназад. Иако ова пракса помаже особљу да одреди који бицикли захтевају хитну пажњу, њен успех зависи од значајног добровољног придржавања правила корисника.
Временске разлике до 30 минута постоје између сатова различитих станица за изнајмљивање због лоше синхронизације и могу довести до пренаплате или ниже наплате. Градоначелник Париза је дао уверавања да ће превисоки трошкови бити надокнађени. Станице за изнајмљивање користе оперативни систем Мајкрософт Виндоуз и познато је да се кваре, што даје злогласни плави екран смрти.

### Потражња
Чести су диспаритети између доступности бицикала за изнајмљивање и броја места за изнајмљивање. Свака станица за изнајмљивање означава број бицикала доступних на најближим станицама.
Потражња може бити велика током радне недеље и током штрајкова у транспорту. Иако бицикли за изнајмљивање нису намењени, познато је да људи везују бицикл за његову станицу тако да им остане доступан за наредна путовања. Велиб је ово прогласио неграђанским понашањем, а запослени у Велибу су овлашћени да у овим случајевима исеку браве.
Станице на већим надморским висинама углавном имају већу потражњу. Осим тога, раније током дана постоји нето прилив бицикала са периферије у центар града, а увече нето одлив према ван. Стога, у зависности од доба дана, Велиб треба да управља потражњом на својим крајњим и најцентралним станицама. Сходно томе, бицикли могу бити потпуно недоступни на неким локацијама, док на некима постоје проблеми са паркирањем.
Велиб се суочавао са логистичким проблемима и мора да премешта бицикле током сваког дана. Постоје предлози за прилагођавање механизма цена система. 
Бонус В+ систем је успостављен 14. јуна 2008. у настојању да се прилагоди ниво потражње. Петнаест минута бесплатног времена за вожњу бициклом добијају корисници који изнајмљују бицикле са станица без логотипа (углавном се налазе на рубу града и више од 60 м надморске висине) и остављају бицикле на станицама на којима је лого.
Због и даље велике потражње, Велибова шема је проширена на суседна већа (до 1,5 км изван граница Париза) 2008.Четири хиљаде бицикала је од тада подељено у 29 градова на периферији Париза.